# Eucereon compositum
Eucereon compositum là một loài bướm đêm thuộc phân họ Arctiinae, họ Erebidae.